# الکساندر پریوویچ
الکساندر پریوویچ (سیریلیک صربی: Александар Пpиjoвић؛ زادهٔ ۲۱ آوریل ۱۹۹۰) بازیکن فوتبال اهل صربستان است.
از باشگاه‌هایی که در آن بازی کرده‌است می‌توان به پارما، دربی کانتی، یئوویل تاون، نورث‌همپتون تاون، سیون، لوزان اسپورت، ترومسو، دیورگاردن، بولوسپور، لگیا ورشو، پائوک، الاتحاد و وسترن یونایتد اشاره کرد.
وی همچنین سابقه بازی در تیم ملی فوتبال صربستان را دارد.